# Generaldirektion für die öffentliche Sicherheit

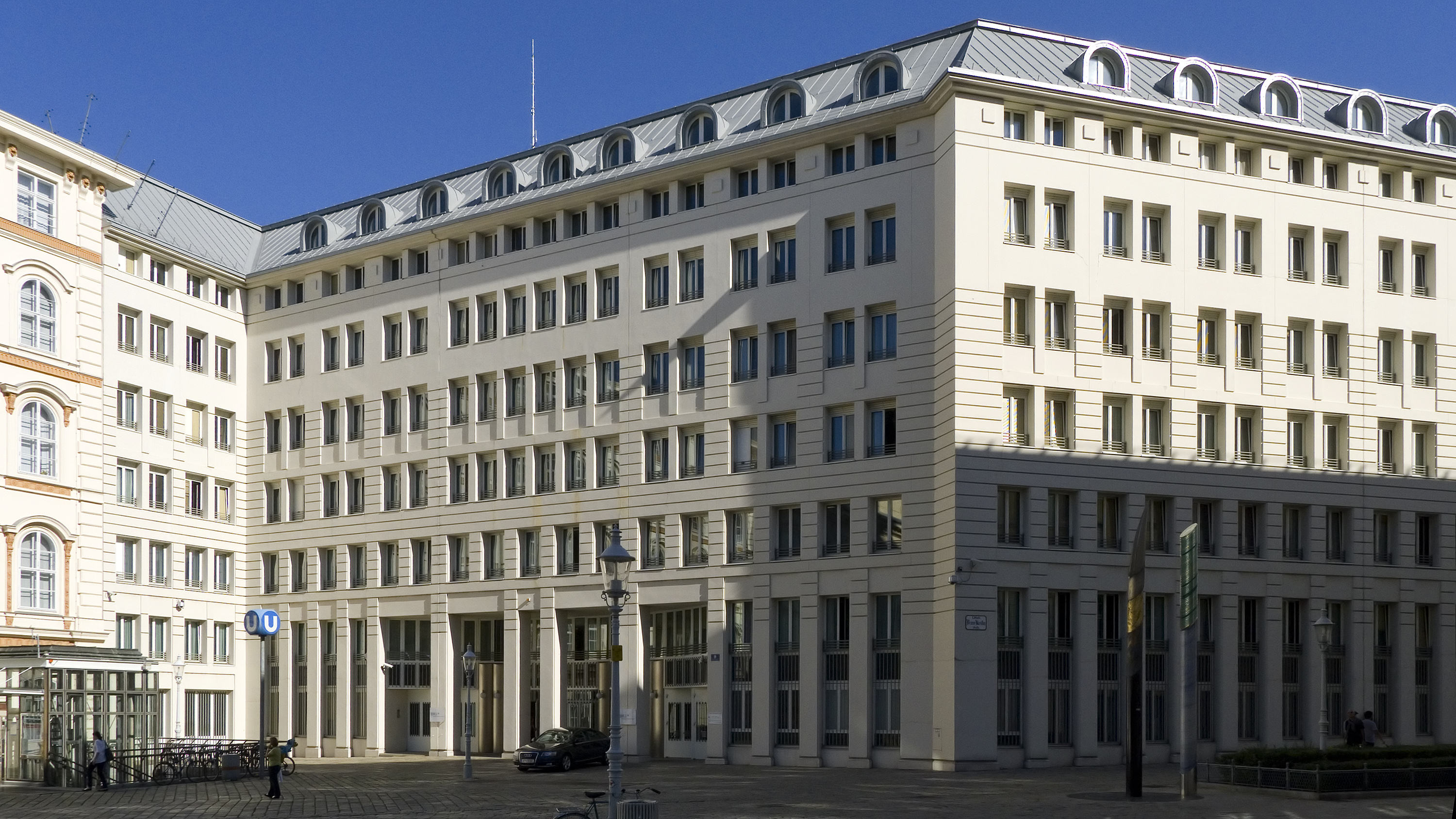
Neuer Gebäudeteil des Innenministeriums am Minoritenplatz, in dem sich die GDföS befindet

Die Generaldirektion für die öffentliche Sicherheit (GDföS) ist in Österreich eine Organisationseinheit des Innenministeriums, der sämtliche Angelegenheiten der öffentlichen Sicherheitsverwaltung obliegen. Geleitet wird sie vom Generaldirektor für die öffentliche Sicherheit, einem vom Minister ernannten Beamten.
Sie befindet sich im neuen Gebäudeteil des Innenministeriums am Minoritenplatz in Wien.

## Rechtsgrundlage
Festgelegt wird das Bestehen einer Generaldirektion für die öffentliche Sicherheit im Rahmen des Sicherheitspolizeigesetzes (SPG). Paragraph 6 Absatz 1 SPG bezeichnet „die Organisationseinheiten des Bundesministeriums für Inneres, die Angelegenheiten der Sicherheitsverwaltung besorgen“ zusammenfassend als Generaldirektion für die öffentliche Sicherheit.
Die Sicherheitsverwaltung besteht aus der Besorgung der Sicherheitspolizei (Aufrechterhaltung der öffentlichen Ruhe, Ordnung und Sicherheit sowie die erste allgemeine Hilfeleistungspflicht), des Pass- und Meldewesens, der Fremdenpolizei, der Überwachung des Eintritts in das Bundesgebiet und des Austritts aus ihm, dem Waffen-, Munitions-, Schieß- und Sprengmittelwesen sowie aus dem Pressewesen und den Vereins- und Versammlungsangelegenheiten.

## Aufgaben
Der Generaldirektion für die öffentliche Sicherheit obliegt die Koordination der Sicherheitsverwaltung in Österreich. Als Sektion II des Bundesministeriums für Inneres untersteht sie direkt dem Bundesminister und erledigt für diesen sämtliche Verwaltungsaufgaben im Bereich der öffentlichen Sicherheit beziehungsweise gibt diese an die ihr unterstehenden Gruppen und Abteilungen weiter. 
Sie kann daher als höchste Polizeibehörde in Österreich bezeichnet werden, was sich auch in der Einstufung des Generaldirektors als Beamter des rechtskundigen Diensts samt zugehöriger Uniform und eigenen Distinktionen widerspiegelt. Als wichtigster Wachkörper, der dem Generaldirektor für die öffentliche Sicherheit unterstellt ist, ist die Gesamtheit der österreichischen Bundespolizei zu sehen.
Organisatorisch unterstehen der Generaldirektion beziehungsweise dem Generaldirektor folgende Bereiche des Innenministeriums:
- Sektion II (Generaldirektion für die öffentliche Sicherheit)
  - Abteilung II/GD/1 (Grundsatz, Strategie und Recht GD)
  - II/SEO - Sondereinheit für Observation (SEO)
  - II/DSE (Direktion Spezialeinheiten/Einsatzkommando Cobra)
    - Abteilung II/DSE/1 - Personal, Logistik und Budget
    - Abteilung II/DSE/2 - Ausbildung, Sonder- und Spezialeinsatz
    - Abteilung II/DSE/3 - Operative Leitung Einsatzkommando Cobra
    - Abteilung II/DSE/4 - Flugpolizei

  - Gruppe II/BPD - Bundespolizeidirektion
    - Abteilung II/BPD/2 (Grundsatzangelegenheiten BPD)
      - Referat II/BPD/2/a (Community Policing und Bürgerbeteiligung)

    - Abteilung II/BPD/3 (Ressourcensteuerung LPD)
      - Referat II/BPD/3/a (Organisation und Ressourcensteuerung LPD)
      - Referat II/BPD/3/b (Neuaufnahmeverfahren Exekutive und Recruiting)
      - Referat II/BPD/3/c (Beschwerdemanagement und Services)

    - Abteilung II/BPD/4 (Allgemeiner Exekutivdienst)
      - Referat II/BPD/4/a (Dienstbetrieb LPD)
      - Referat II/BPD/4/b (Exekutivdienst LPD)

    - Abteilung II/BPD/5 (Polizeiliche Sondereinsätze)
      - Referat II/BPD/5/a (Grundsatzangelegenheiten der Einsatzplanung und Einsatzführung)
      - Referat II/BPD/5/b (WEGA, SRK, KSOD/GSOD und NFIS)
      - Referat II/BPD/5/c (Diensthundewesen, Alpindienst und Einsatztraining)

    - Abteilung II/BPD/6 (Operatives Grenz- und Fremdenpolizeimanagement)
      - Referat II/BPD/6/a (Grenz- und fremdenpolizeiliche Angelegenheiten LPD)
      - Referat II/BPD/6/b (Auslandseinsätze)
      - Referat II/BPD/6/c (Flughafen- und Luftfahrtsicherheit)

    - Abteilung II/BPD/7 (Verkehrsdienst der Bundespolizei)
      - Referat II/BPD/7/a (Verkehrsdienst)
      - Referat II/BPD/7/b (Nationale und internationale Kontaktstelle Verkehr)
      - Referat II/BPD/7/c (Wasserpolizei)

  - Gruppe II/ORK – Direktion Organisation, Ressourcen- und Krisenmanagement GD
    - Abteilung II/ORK/8 (Organisation, Personal- und Sachressourcenmanagement GD)
      - Referat II/ORK/8/a (Organisationsmanagement GD)
      - Referat II/ORK/8/b (Personalmanagement GD)
      - Referat II/ORK/8/c (Sachressourcenmanagement GD)

    - Abteilung II/ORK/9 (Budgetmanagement und Controlling GD)
      - Referat II/ORK/9/a (Budgetmanagement GD)
      - Referat II/ORK/9/b (Controlling GD)

    - Abteilung II/ORK/10 (Krisenmanagement, Lageinformation und Leitstellenangelegenheiten)
      - Referat II/ORK/10/a (Lagezentrum BMI)
      - Referat II/ORK/10/b (Krisensicherheit, Katastrophenhilfe und Bevölkerungsschutz)
      - Referat II/ORK/10/c (Notruf- und Leitstellenkompetenzzentrum)

    - Abteilung II/ORK/11 (Bundeskrisensicherheit gem. B-KSG)

  - II/DSN – Direktion Staatsschutz und Nachrichtendienst (DSN)
    - Bereich II/DSN/Direktion
    - Bereich II/DSN/ST (Staatsschutz)
    - Bereich II/DSN/ND (Nachrichtendienst)

  - II/BK – Bundeskriminalamt (BK)
    - Abteilung II/BK/1 (Kriminalstrategie und zentrale Administration)
    - Abteilung II/BK/2 (Internationale Polizeikooperation und Fahndung)
    - Abteilung II/BK/3 (Ermittlungen, organisierte und allgemeine Kriminalität)
    - Abteilung II/BK/4 (Kriminalanalyse)
    - Abteilung II/BK/5 (Kriminalpolizeiliche Assistenzdienste)
    - Abteilung II/BK/6 (Forensik und Technik)
    - Abteilung II/BK/7 (Wirtschaftskriminalität)

## Geschichte
Die Generaldirektion für die öffentliche Sicherheit wurde mit Erlass des Bundeskanzleramts (AdR, BKA/Präs, SR, Zl. 9.415/1930) vom 23. September 1930 als oberste Sicherheitsbehörde, vorerst im Bundeskanzleramt, eingerichtet. Anfang April 1938, nach der NS-Machtübernahme, wurde sie aufgrund des Erlasses vom 14. März 1938 des Reichsführers SS und Chef der Deutschen Polizei im Reichsministerium des Inneren, Heinrich Himmler, aufgelöst. 
Nach dem Zweiten Weltkrieg ausschließlich im Innenministerium angesiedelt war bis 1965 die Sektion I die Generaldirektion, danach die Sektion II. 1968 wurden die polizeilichen Angelegenheiten – Bundespolizei, Bundesgendarmerie, Österreichischer Staatspolizeilicher Dienst (Staatspolizei) aus der Generaldirektion für die öffentliche Sicherheit herausgelöst und in eine neue Sektion II eingegliedert. Leiter dieser Sektion war der Wiener Polizeipräsident Josef Holaubek. Nachdem dieser 1969 Generalinspizierender der Sicherheitsbehörden und Landesgendarmeriekommanden geworden war, wurde die Sektion II wieder mit der Generaldirektion zusammengeführt.

## Generaldirektoren der Zweiten Republik

### Personen
- Franz Nagy de Somlyo (* 20. Jänner 1896, † 3. Juni 1946), Generaldirektor für die öffentliche Sicherheit im Jahr 1945; Ritter des Ordens der eisernen Krone.
- Wilhelm Krechler abs. jur. (* 28. Mai 1891 in Zwentendorf) war Generaldirektor für die öffentliche Sicherheit vom 17. Juli 1946 bis 31. Dezember 1956. Er studierte Rechts- und Staatswissenschaften in Wien und war als Offizier im Ersten Weltkrieg eingesetzt. Am 26. April 1919 trat er in die Polizeidirektion Wien ein. Ab 1. Dezember 1927 war er in der Generaldirektion für die öffentliche Sicherheit, damals im Bundeskanzleramt, tätig und am 1. August 1936 wurde er zum Leiter des Staatspolizeilichen Büros bestellt. Im März 1938 wurde er von der Gestapo verhaftet und später zwangspensioniert. Nach dem Ende des NS-Regimes wurde Krechler Leiter des Präsidiums des Staatsamts für Inneres und am 17. Juli 1946 erfolgte seine Bestellung zum Generaldirektor für die öffentliche Sicherheit und Ernennung zum Sektionschef.
- Kurt Seidler (* 2. Juni 1903) war Generaldirektor für die öffentliche Sicherheit vom 1. Jänner 1957 bis 30. Juni 1969. Seidler studierte Rechtswissenschaften in Wien und begann nach dem Gerichtsjahr seine berufliche Karriere 1927 beim Amt der niederösterreichischen Landesregierung. 1933 kam er zur BH Korneuburg und ab 1934 war er bei der Sicherheitsdirektion für Niederösterreich als Referent für staatspolizeiliche Angelegenheiten tätig. Nach der NS-Machtübernahme wurde er am 15. März 1938 von der Gestapo verhaftet. Kurz darauf wurde er zwangspensioniert und 1940 zur Wehrmacht eingezogen. Nach Kriegsende kam er ins Innenministerium, wo er in der Administrativsektion tätig war. Am 1. Jänner 1956 wurde er Leiter dieser Sektion und ein Jahr später Generaldirektor für die öffentliche Sicherheit. Er wurde mit Ablauf des 31. Dezembers 1968 mit Erreichen der Altersgrenze in den Ruhestand versetzt.
- Oswald Peterlunger war Generaldirektor für die öffentliche Sicherheit vom 1. Juli 1969 bis 31. Dezember 1975. Nach dem Studium der Rechts- und Staatswissenschaften in Innsbruck und dem Gerichtsjahr trat Peterlunger am 22. Jänner 1934 als Aspirant des höheren Polizeidienstes in die BPD Innsbruck ein. Nach mehrjähriger Dienstleistung bei der staatspolizeilichen Abteilungen der BPD Innsbruck wurde er 1937 in das Bundeskanzleramt geholt, wo er in der Generaldirektion für die öffentliche Sicherheit tätig war. Nach der NS-Machtübernahme am 13. März 1938 wurde er vom Dienst enthoben und am 6. Oktober 1938 verhaftet; bis 25. November 1938 war er in Innsbruck in Schutzhaft. Am 1. Februar 1939 wurde er aus dem Staatsdienst entlassen. Die Entlassung wurde aber abgeändert in eine Versetzung in den Ruhestand unter Zuerkennung von 75 % des normalen Ruhegenusses. Nach Kriegsende war er kurz bei der BH Reutte tätig, danach leitete er die Staatspolizei bei der Sicherheitsdirektion Tirol und später bei der BPD Innsbruck. Im März 1947 wurde er zum Stellvertreter des Leiters der staatspolizeilichen Abteilung des BMI bestellt. Am 2. September 1947 wurde er als Nachfolger des strafversetzten Heinrich Dürmayer Leiter der Wiener Staatspolizei. Ab 1. Juni 1966 leitete er die Gruppe Staatspolizei im BMI. Mit 1. Jänner 1967 wurde er Leiter der Sektion III und zum Sektionschef ernannt. Am 1. Juli 1969 folgte er Kurt Seidler als Generaldirektor für die öffentliche Sicherheit nach; dieses Amt übte er bis zu seiner Pensionierung am 31. Dezember 1975 aus.
- Robert Danzinger war Generaldirektor für die öffentliche Sicherheit vom 1. Jänner 1976 bis 14. Oktober 1990. Danzinger war von 1963 bis 1966 Sicherheitsdirektor von Niederösterreich. Er starb am 14. Oktober 1990 an den Folgen eines Herzinfarkts.
- Michael Sika (Generaldirektor für die öffentliche Sicherheit 1991–1999)
- Erik Buxbaum (Generaldirektor für die öffentliche Sicherheit von 1. Jänner 2000 bis 31. Dezember 2008)
- Herbert Anderl (Generaldirektor für die öffentliche Sicherheit von 1. Jänner 2009 bis 31. Dezember 2012)
- Konrad Kogler (Generaldirektor für die öffentliche Sicherheit von 1. Jänner 2013 bis 31. August 2017)
- Michaela Kardeis (Generaldirektorin für die öffentliche Sicherheit von 1. September 2017[3] bis 31. März 2019)
- Nach interimistischer Führung durch Reinhard Schnakl ab 1. April 2019 wurde am 18. Juni 2020 Franz Ruf als neuer Generaldirektor vorgestellt[4]

### Nachbesetzungsdifferenzen im Mai 2019
Am 9. April 2019 wurde die Stelle des Generaldirektors neu ausgeschrieben mit Ende der Bewerbungsfrist am 10. Mai. Auf die Ausschreibung sollen sich zwei Bewerber gemeldet haben, der eine von ihnen sei Peter Goldgruber, der bisherige Generalsekretär im Innenressort, gewesen.
Bereits nach Bekanntwerden der Ibiza-Affäre am 17. Mai 2019 und der Ausrufung der Neuwahl des Nationalrates, ernannte Innenminister Herbert Kickl (FPÖ) am 20. Mai Goldgruber zum Generaldirektor für die öffentliche Sicherheit. 
Um diese Funktion jedoch auf Dauer ausüben zu können, bedarf es der Beurkundung der Ernennung durch den Bundespräsidenten, worin zwar Goldgruber nach eigener Aussage kein Problem sah und er in Hinblick auf die aktuelle Regierungskrise konstatierte: „Damals war noch überhaupt keine Rede von Turbulenzen“.
Nachdem Bundeskanzler Sebastian Kurz diese Personalentscheidung Kickls scharf kritisierte und Bundespräsident Alexander Van der Bellen kurz darauf angekündigt hatte, die Ernennung nicht unterschreiben zu wollen („Das Staatsoberhaupt folge damit der langjährigen Staatspraxis, dass in Übergangszeiten keine Ernennungen zu staatspolitische Posten vorgenommen werden, begründete das Büro des Präsidenten den Schritt.“) konterte Kickl kurz darauf auf seiner Facebook-Seite, dass die Personalentscheidung keine Überraschung für Kurz sei, habe Kickl ihn doch schon beim letzten Ministerrat informiert, dass es zwei Bewerber gebe „und Goldgruber als bestgeeigneter hervorgehen könnte“. „[D]er Kanzler hatte damit kein Problem“, so Kickl. 
Überdies habe er, Kickl, am Freitag (gemeint wohl: noch wenige Stunden, bevor die „Ibiza-Videos“ veröffentlicht wurden) telefonisch den Bundespräsidenten informiert und „ihm im Interesse vollster Transparenz des Entscheidungsprozesses den gesamten Akt mit allen Verfahrensschritten und Bewertungen zukommen lassen“.